# Muscle opposant du pouce
Le muscle opposant du pouce est un muscle triangulaire aplati intrinsèque de la main. Il fait partie des muscles de l'éminence thénar.

## Origine
Le muscle opposant du pouce se fixe sur le tubercule du trapèze et sur le rétinaculum des fléchisseurs. 

## Trajet
Le muscle opposant du pouce est oblique vers le bas et le dehors.

## Terminaison
Le muscle opposant du pouce s’insère sur la partie latérale de la face palmaire du premier métacarpien.

## Innervation
Le muscle opposant du pouce est innervé par le nerf du muscle opposant du pouce issu de la branche musculaire récurrente du nerf médian.

## Action
Le muscle entraîne le pouce en avant et vers le dedans, (vers le 5e doigt). Il est donc adducteur et antépulseur du pouce et permet ainsi son opposition aux autres doigts.

## Galerie

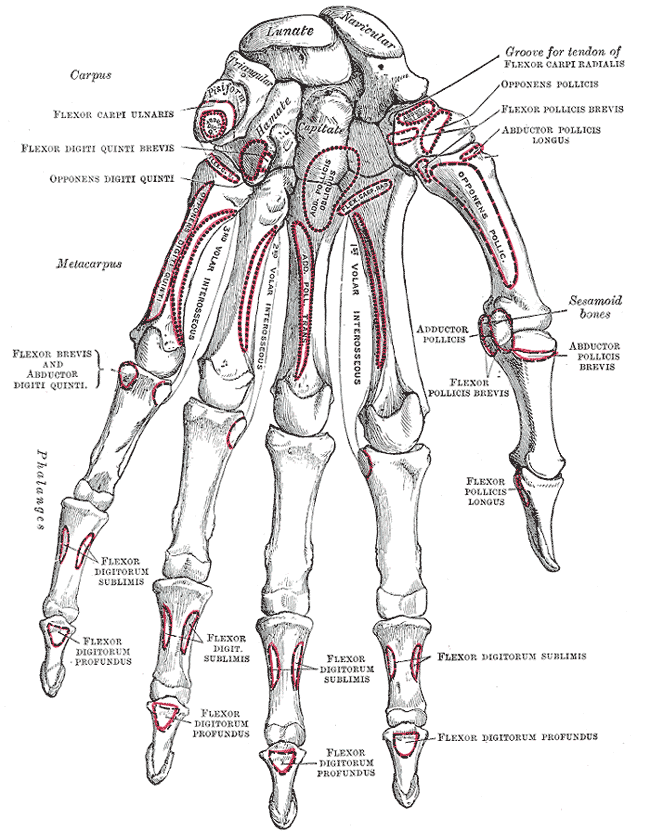
Insertions du muscle opposant du pouce (opponens pollicis)